# Понте Таволе (Беневенто)
Понте Таволе је насеље у Италији у округу Беневенто, региону Кампанија.
Према процени из 2011. у насељу је живело 54 становника. Насеље се налази на надморској висини од 231 м.